# Scott Haran
Scott Haran (Londres, Inglaterra; 11 de abril de 1992) es un actor británico, más conocido por interpretar a Tom Clarke en la serie de la BBC Wales Magos vs Alienígenas.

## Carrera
Debutó en 2010 con un pequeño papel en el episodio "Held Responsible" de la serie The Bill. En 2011 participó en el corto Follow. En 2012 participó en un episodio de la serie Upstairs Downstairs como Teddy Skinner. En ese mismo año fue elegido para el papel protagonista de Tom Clarke en la serie Magos vs Alienígenas.

## Filmografía
| Título               | Año         | Papel               | Notas                            |
| -------------------- | ----------- | ------------------- | -------------------------------- |
| The Bill             | 2010        | Paul Hayes          | Episodio: Held Responsible       |
| Follow               | 2011        | Ryan                | Corto de televisión              |
| Upstairs Downstairs  | 2012        | Teddy Skinner       | Episodio: All the Things You Are |
| Magos vs Alienígenas | 2012 - 2014 | Thomas "Tom" Clarke | papel principal                  |